# Єгорова Тетяна Володимирівна (ботанік)
Тетяна Володимирівна Єгорова (1 грудня 1930 — 6 травня 2007) — радянська і російська ботанік, фахівець в області систематики рослин і ботанічної номенклатури; співробітниця Ботанічного інституту імені В. Л. Комарова РАН, монографії родини Осокові (Cyperaceae), провідна фахівчиня з роду Carex.
Єгорова входила до складу Міжнародного номенклатурного комітету з судинних рослин. Саме в її перекладі були опубліковані російською Токійський і Сент-Луісскій кодекси ботанічної літератури, прийняті в 1993 і 1999 році. Нею було розпочато і перекладено Віденський кодекс, прийнятий в 2006 році, проте ця робота була перервана її раптовою смертю .

## Премії
У складі авторського колективу — лауреатка Державної премії СРСР в галузі науки і техніки за 1989 рік за 10-томну монографію «Арктична флора СРСР. Критичний огляд судинних рослин, що зустрічаються в арктичних районах СРСР» (1960—1987).
У 1999 році стала лауреаткою Премії імені В. Л. Комарова за монографію «Осоки (Carex L.) Росії і суміжних держав (в межах колишнього СРСР)».

## Переклади
- Міжнародний кодекс ботанічної номенклатури (Віденський кодекс), прийнятий Сімнадцятим міжнародним ботанічним конгресом, Відень, Австрія, липень 2005 р [Архівовано 9 квітня 2022 у Wayback Machine.] / Пер. на рус. яз. Т. В. Єгорової та ін. На підставі письм. дозволу проф. Т. Ф. Стьюссі, секретаря Міжн. ас. по таксономії рослин.   — Установа РАН Ботан. ін-т ім. В. Л. Комарова РАН, 2006.   — ISBN 3-906166-48-1 .
- Международный кодекс ботанической номенклатуры (Венский кодекс), принятый Семнадцатым международным ботаническим конгрессом, Вена, Австрия, июль 2005 г / Пер. с английского Т. В. Егоровой и др. Ответственный редактор Н. Н. Цвелёв. — М.; СПб. : Товарищество научных изданий КМК, 2009. — 282 с. — 800 прим. — ISBN 978-5-87317-588-8. — УДК 58 (083.7)